# Pärlhöns
Pärlhöns (Numididae) är en liten grupp afrikanska stora fåglar i ordningen hönsfåglar. De behandlades tidigare som en del av fasanfåglarna (Phasianidae) men urskiljs numera som en egen familj.

## Beskrivning och ekologi
Pärlhöns är stora fåglar som mäter mellan 40 och 71 cm och väger 700–1 600 gram. De lever av insekter och frön, och häckar direkt på marken. De saknar fjädrar på huvudet och fjäderdräkterna är huvudsakligen gråprickiga. Minst tre av familjens arter är dåligt kända. De arter som är välkända är under normala omständigheter monogama och lever med en partner livet ut.
Pärlhöns lever vilt i Afrika. Arten hjälmpärlhöna har domesticerats och förekommer utanför sitt ursprungliga utbredningsområde. Förvildade introducerad populationer förekommer i Frankrike, Västindien och USA.

## Släkten och arter i taxonomisk ordning
Enligt AviList:
- Släkte Numida
  - Hjälmpärlhöna (Numida meleagris)
- Släkte Agelastes
  - Kalkonpärlhöna (Agelastes meleagrides)
  - Svart pärlhöna (Agelastes niger)
- Släkte Acryllium
  - Gampärlhöna (Acryllium vulturinum)
- Släkte Guttera
  - Plympärlhöna (Guttera plumifera)
  - Östlig tofspärlhöna (Guttera pucherani)
  - Västlig tofspärlhöna (Guttera verreauxi)
  - Sydlig tofspärlhöna (Guttera edouardi)